# Lasioglossum shoichi
Lasioglossum shoichi là một loài Hymenoptera trong họ Halictidae. Loài này được Ebmer mô tả khoa học năm 2004.